# William W. Boyington
William Warren Boyington, né le 22 juillet 1818 à Southwick (Massachusetts) et mort le 16 octobre 1898 à Highland Park (Illinois), est un architecte américain. Il est célèbre pour avoir conçu plusieurs structures remarquables dans la ville de Chicago et dans son agglomération. Il a également été le maire de Highland Park, petite ville de la banlieue nord de Chicago.

## Biographie
Originaire du Massachusetts, William W. Boyington a étudié l'ingénierie et l'architecture dans l'État de New York. Après cela, il a pratiqué là-bas et a servi dans la législature de l'État de New York avant de décider de s'installer et de travailler à Chicago en 1853. Plusieurs de ses bâtiments ont été construits avant le Grand incendie de Chicago de 1871 et détruits par ce dernier. Toutefois, la Chicago Water Tower et la Pumping Station, toutes deux construites en pierre en 1869, ont survécu et sont aujourd'hui inscrites sur la prestigieuse liste des Chicago Landmarks et des National Historic Landmarks.
William W. Boyington a servi deux mandats successifs en tant que maire de la petite ville de Highland Park, près de Chicago.
Il meurt en 1898 à Highland Park où il avait déménagé en 1874 après avoir perdu ses deux résidences à Chicago dans l'incendie de 1871. Il est enterré au cimetière de Rosehill à Chicago.

## Réalisations notables
- Chicago Water Tower, Chicago
- Pumping Station, Chicago
- Old Chicago Board of Trade Building (détruit et remplacé par l'actuel Chicago Board of Trade Building)
- Old University of Chicago (détruite par l'incendie de 1871 et remplacée par l'actuelle université)
- Sherman house, Chicago
- Rosehill Cemetery, Chicago (conception de l'entrée du cimetière de Rosehill)